# くレーベル
くレーベルは、KICK THE CAN CREWのメンバーで現在はソロやBY PHAR THE DOPESTとして活動中のKREVAが結成したレコードレーベルで、2005年に発足。神輿ロッカーズの一員。

## メンバー
- KREVA
- CUEZERO
- SONOMI
- 熊井吾郎
- パチオ
- 天狗 A.K.Aロナウド落合

## 来歴
2005年、KICK THE CAN CREWのMCであったKREVAが、BY PHAR THE DOPESTとして組んでいたCUEZEROと、KREVAのセカンドシングル、「ひとりじゃないのよ」で共演したSONOMIとともに「くレーベル」を発足させる。
くレーベル第1弾として、SONOMIによる、「一人じゃないのよ」がリリースされ、その後、6月20日に『第1回ヘイヘ～イ！くレーベル祭り@渋谷AX』が行われ、ここで会場限定のくレーベルコンピレーションアルバム「く 其の一」がリリースされる。
そして2006年、くレーベルコンピレーションアルバム第2弾「くレーベルコンピ【其の二】100%RAP」が、新星堂限定でリリースされた。

## ディスコグラフィ

### シングル

#### インディーズ
- SONOMI　「一人じゃないのよ」　（2005年6月15日）
- SONOMI　「晴天 feat. CUEZERO, KREVA」　（2005年7月20日）
- 千晴 「GO」 （2008年1月30日）

### アルバム
- 『別人Lボーカル』　L-VOKAL　（2013年9月11日）

#### コンピレーション
- くレーベルコンピレーションアルバム第1弾「くレーベルコンピ 其の一」（2005年6月20日）
  1. カッケーゾ（くぅ）
  2. 全日本バカじゃないの音頭
  3. Very Nice!
  4. I Like Hip Hop
  5. ロケンローラー
  6. 風の唄
  7. フィールド・オブ・ドリームス

『第1回ヘイヘ～イ！くレーベル祭り@渋谷AX』で発売開始。その後はKREVAのライブのグッズとして、ライブ会場限定で発売されている。＊現在購入不可
参加アーティストは、くレーベル3人（KREVA、CUEZERO、SONOMI）のほか、SUPER BUTTER DOG&マボロシから竹内朋康、アルファから、WADA、TSUBOI、湾岸ブリッジズが参加。
- くレーベルコンピレーションアルバム第2弾「くレーベルコンピ【其の二】100%RAP」（2006年1月25日）
  1. ドモアリガト / KREVA、CUEZERO、SONOMI
  2. マッハGO GO / KREVA、CUEZERO、遊戯＆HIDA
  3. I Say, You Say / KREVA、CUEZERO、KOHEI JAPAN、竹内朋康
  4. 片手にラガー / KREVA、CUEZERO、Mummy-D、ERONE
  5. mirror mirror / KREVA、CUEZERO、KOHEI JAPAN
  6. グリーンキッズ / GREEN KIDZ
  7. ファンタスティック 感動 / Fantastic 4（KREVA、CUEZERO、DABO、ポチョムキン）
  8. OLE!OLE! / 全日本（KREVA、CUEZERO、WADA、TSUBOI）
  9. カッケーゾ（くぅ）～original version～/ KREVA、CUEZERO、竹内朋康、SONOMI
  10. DO MO ARIGATOH / All Member and more

新星堂限定発売。
参加アーティストは、くレーベル三人のほか、HEAD BANGERZ&韻踏合組合から、HIDAと遊戯、MELLOW YELLOWからKOHEI JAPAN、SUPER BUTTER DOG&マボロシから竹内朋康、Rhymester&マボロシからMummy-D、CHIEF ROKKAからERONE、GREEN KIDZ、DABO、餓鬼レンジャーからポチョムキン、アルファからWADAとTSUBOIが参加。
- くレーベルコンピレーションアルバム第3弾「くレーベルコンピ【其の三】其の三はSONOMI」（2006年4月28日）
  1. FOREVER
  2. キミノタメ
  3. It's too late
  4. You can see?Pt.2
  5. 緑の時
  6. 雨天 Remix
  7. 信号無視（bonus track）

現在のところ、ライブ会場限定。
タイトルの通り、すべてSONOMIが参加している。
参加アーティストは、くレーベル3人、熊井吾郎のほか、BLAST RAMPAGE&GREEN KIDZから千晴、GREEN KIDZから伊藤、マネージャーとエンジニアからなるエステティックス、m-floからVERBALが参加。
- 「くレーベルコンピ【其の四】くLabel is dead?」（2009年6月17日）
- 「くレーベルコンピ【其の五】その後は吾郎の五曲」（2009年6月17日）

### ミニアルバム
- CUEZERO　『バァァァック！』　（2007年4月25日）
TSUTAYARECORDS限定発売。
- 将絢 × EVISBEATS　『offutaride』　（2010年6月16日）
初回限定盤のみ紙ジャケット仕様、特典インストCD付き。